# Саркисян, Рузанна
Руза́нна Саркися́н, известная более как мадам Руза́нн (?, Баку — 1958, Париж) — балетный педагог, работавшая в Париже. 
Родом из Баку. В молодости жила в Москве, где училась на юридическом факультете. Оказавшись после революции в Париже, в тридцатилетнем возрасте увлеклась балетом и начала заниматься у таких педагогов, как Вера Трефилова, Иван Хлюстин, Александр Волинин. Способность к танцу позднее позволила ей самой начать преподавать. Среди прочих мест работала в студии Вакер. 
Класс мадам Рузанн отличался отточенностью и быстротой движений, в чём она была большим мастером. Как и Егорова, придавала большое значение тому, чтобы на уроке всегда звучала хорошая музыка. 
Среди учеников мадам Рузанн — Этери Пагава, Виолетт Верди, Ролан Пети. Она была первым педагогом юного Мориса Бежара. Позднее хореограф посвятил ей балет «Парижское веселье» (театр Ла Монне, 1978).
Племянница мадам Рузанн Нора Кисс (урожд. Адамянц) также преподавала в Париже балет.